# Scuar cu specii rare de arbori (Cernăuți, str. Lesia Ukrainka)
Scuar cu specii rare de arbori (în ucraineană Сквер із різновидностями рідкісних дерев) este numele dat unui scuar și monument al naturii de tip botanic de importanță locală din orașul Cernăuți (Ucraina), situat lângă str. Lesia Ukrainka.
Suprafața ariei protejate constituie 0,4 hectare, fiind creată în anul 1992 prin decizia comitetului executiv regional. Statutul a fost acordat pentru protejarea scuarului în care, pe lângă speciile locale de arbori, cresc și plante exotice. Dintre speciile enumerate în Cartea Roșie a Ucrainei, cresc Iphiclides podalirius și Apatura iris.